# 阿里揚內特·穆里奇
阿里揚內特·穆里奇（Arijanet Anan Muric，1998年11月7日—），出生於瑞士，現效力意甲球隊薩斯索羅 (伊普斯维奇城外借)，為科索沃國家足球隊守門員。

## 榮譽

### 球會
曼城
- 英格蘭足總盃冠軍 : 2018–19[2]
- 英格蘭聯賽盃冠軍 : 2018–19[3]

般尼
- 英冠冠軍 : 2022-23[4]

## 外部連結
- Soccerway資料庫：阿里揚內特·穆里奇
- 阿里揚內特·穆里奇在 National-Football-Teams.com 上的出场纪录
- Arijanet Muric （页面存档备份，存于） at the 蒙特內哥羅足球協會